# Кассиан Затворник
Кассиан Затворник — преподобный, затворник и постник Печерский. Жил в XII веке, прославился своим многолетним затвором в пещере. О житии преподобного Кассиана сохранилось немного сведений, дата и место рождения неизвестны.
Святой описывается в Печерском Патерике, как монах, который смирял себя перед всеми, был весьма послушлив, трудолюбив и постник. Своим святым послушанием преподобный Кассиан заставил бесов признаться, как много есть иноков Киево-Печерского монастыря, которые могут изгонять бесов, и как демоны боятся святых Печерских. Затвор в пещере был завершением его подвигов.
Мощи находятся в замурованной келии подвижника в Феодосиевых пещерах Киево-Печерской лавры. Память в Православной церкви совершается 29 февраля и 28 августа в составе Собора преподобных отцов Киево-Печерских, в Дальних пещерах почивающих (по юлианскому календарю). 
В пояснениях к карте Дальних пещер 1638 года написано, что там лежат реликвии святого монаха и постника Кассиана. В 1661 году подвижник отмечен как «Касиян постник», в 1703 году как «Кассиан затворник».
Архиепископ Филарет (Гумилевский) поместил отдельно память преподобного Кассиана 13 марта (27 февраля по ст. ст.), в день святого Иоанна Кассиана